# Кузьмина, Елена Николаевна
Елена Николаевна Кузьмина (род. 1956) — русская советская писательница, поэтесса, прозаик и переводчик. Член Союза писателей России с 1999 года. Лауреат Литературной премии имени Эдуарда Володина (2002) и Большой литературной премии России (2006), а также других литературных премий.

## Биография
Родилась 17 ноября 1956 года в Москве.
С 1975 по 1980 год обучалась в Архангельском лесотехническом институте и после его окончания с 1980 по 1986 год работала в этом институте в качестве преподавателя информатики. С 1986 по 1990 год находилась на научной работе в Архангельском институте леса и лесохимии. С 1991 года после окончания заочного отделения Литературного института имени А. М. Горького работала в Северо-Западном книжном издательстве в качестве редактора. С 1995 года преподаватель кафедры литературы Поморского государственного университета. С 1994 по 2001 год — член, а с 2001 по 2003 год — председатель Литературного Совета Баренц-региона. С 2000 по 2011 год заместитель председатель, с 2011 по 2015 год — председатель Правления Архангельского регионального отделения Союза писателей России.
Член (с 1999 года) и член Правления Союза писателей России. С 1994 года участница литературного семинара молодых писателей в Швеции, семинара женщин-писательниц в Финляндии, с 1998 года участница международного литературного семинара в Норвегии. В 1988 году впервые поэтические произведение Е. Н. Кузьминой были напечатаны в сборнике «Молодые голоса Севера». В последующем из под пера Кузьминой вышли сборники «Птичьи сны» (1999), «Ночь жития сего…» (2002), «Дороги дальней благодать» (2012). Произведения Кузьминой печатались в таких известных литературных альманахах и журналах как: «Молодая гвардия», «Смена», «Север», а также в периодических изданиях Норвегии и Швеции.
В 2006 году за книгу стихов «Северные письма» и поэтический цикл «Димитриевская суббота» Елене Николаевне Кузьминой была присуждена Большая литературная премия России. В 2013 году за книгу стихов «Северные письмена» стала лауреатом Всероссийской литературной премии «Полярная звезда» в номинации «Поэзия».

## Премии
- Всероссийская литературная премия «Полярная звезда» в номинации «Поэзия» — за книгу стихов «Северные письмена» (2013[8])
- Большая литературная премия России (2006 — "за книгу стихов «Северные письма», поэтический цикл «Димитриевская суббота»[9])
- Литературная премия имени Эдуарда Володина (2002[4])
- Всероссийская литературная премия имени Николая Рубцова (1999[4])